# Triodontella judaica
Triodontella judaica är en skalbaggsart som beskrevs av Blanchard 1850. Triodontella judaica ingår i släktet Triodontella och familjen Melolonthidae. Inga underarter finns listade i Catalogue of Life.